# Austin Powers in Goldmember
Austin Powers in Goldmember (titulada en Hispanoamérica como Austin Powers en Goldmember y Austin Powers en Miembro de Oro en España)  es una película de comedia de 2002 dirigida por Jay Roach. La película hace una continua referencia paródica a la película Goldfinger, de la saga James Bond.

## Argumento
La película comienza con una secuencia de acción protagonizada por, supuestamente, Austin Powers, pero más tarde, se ve que es Tom Cruise interpretando a Austin Powers en una película dirigida por Steven Spielberg. Austin empieza a bailar una danza seguido de un montón de extras de los estudios, se encuentra con Britney Spears, que resulta ser una robot que intenta matar a Austin con dos metralletas que salen de su sujetador, pero falla.
Estamos en el año 2002. En su nueva guarida, detrás del famoso cartel de Hollywood, el Dr. Evil ultima los detalles de su nuevo plan: usando una máquina del tiempo viajará a 1975 y traerá al presente a Johann Van Der Mugre (alias Goldmember), un metalúrgico neerlandés que creó un motor de fusión fría llamado rayo magnético, capaz de atraer hacia la Tierra un meteorito de oro macizo llamado "Midas 22".
A partir del comienzo de la aventura comienzan una serie de situaciones humorísticas y de acción combinadas que nos indican que la próxima aventura de Austin será mucho más que una simple misión.
Paralelo a la historia Austin se reconciliará con una vieja amiga de los años 70 (Foxxy Cleopatra/Exxu Verancia). Por haberla dejado plantada y con su padre quien siempre lo abandonaba en las ceremonias donde su hijo le dedicaba unas palabras pero por no estar siempre se burlaban de él; así mismo El Dr. Evil y Austin, conocerán un secreto muy importante, que hará que se alíen.

## Estrenos
- Estados Unidos: Viernes, 26 de julio de 2002
- Canadá: Viernes, 26 de julio de 2002
- Reino Unido: Viernes, 26 de julio de 2002
- Puerto Rico: Jueves, 1 de agosto de 2002
- Israel: Jueves, 8 de agosto de 2002
- Singapur: Jueves, 8 de agosto de 2002
- Sudáfrica: Viernes, 9 de agosto de 2002
- Hong Kong: Jueves, 15 de agosto de 2002
- Malasia: Jueves, 15 de agosto de 2002
- Dinamarca: Viernes, 16 de agosto de 2002
- Islandia: Viernes, 23 de agosto de 2002
- Tailandia: Viernes, 23 de agosto de 2002
- Noruega: Viernes, 23 de agosto de 2002
- Japón: sábado, 24 de agosto de 2002
- Filipinas: Miércoles, 28 de agosto de 2002
- India: Miércoles, 28 de agosto de 2002
- Hungría: Jueves, 29 de agosto de 2002
- Ecuador: Jueves, 29 de agosto de 2002
- Países Bajos: Jueves, 29 de agosto de 2002
- Finlandia: Viernes, 30 de agosto de 2002
- Venezuela: Miércoles, 4 de septiembre de 2002
- Eslovenia: Jueves, 5 de septiembre de 2002
- Yugoslavia: Jueves, 5 de septiembre de 2002
- Estonia: Viernes, 6 de septiembre de 2002
- Letonia: Viernes, 6 de septiembre de 2002
- Lituania: Viernes, 6 de septiembre de 2002
- Emiratos Árabes Unidos: Miércoles, 11 de septiembre de 2002
- Croacia: Jueves, 12 de septiembre de 2002
- Eslovaquia: Jueves, 12 de septiembre de 2002
- Líbano: Jueves, 12 de septiembre de 2002
- República Checa: Jueves, 12 de septiembre de 2002
- Brasil: Viernes, 13 de septiembre de 2002
- Polonia: Viernes, 13 de septiembre de 2002
- Taiwán: sábado, 14 de septiembre de 2002
- Australia: Jueves, 19 de septiembre de 2002
- Nueva Zelanda: Jueves, 19 de septiembre de 2002
- México: Viernes, 20 de septiembre de 2002
- Egipto: Miércoles, 25 de septiembre de 2002
- Argentina: Jueves, 26 de septiembre de 2002
- Belice: Viernes, 27 de septiembre de 2002
- Colombia: Viernes, 27 de septiembre de 2002
- Costa Rica: Viernes, 27 de septiembre de 2002
- El Salvador: Viernes, 27 de septiembre de 2002
- España: Viernes, 27 de septiembre de 2002
- Guatemala: Viernes, 27 de septiembre de 2002
- Honduras: Viernes, 27 de septiembre de 2002
- Nicaragua: Viernes, 27 de septiembre de 2002
- Panamá: Viernes, 27 de septiembre de 2002
- Rusia: Jueves, 3 de octubre de 2002
- Bulgaria: Viernes, 4 de octubre de 2002
- Portugal: Viernes, 4 de octubre de 2002
- Rumania: Viernes, 4 de octubre de 2002
- Perú: Miércoles, 9 de octubre de 2002
- Suecia: sábado, 12 de octubre de 2002
- Bélgica: Miércoles, 23 de octubre de 2002
- Francia: Miércoles, 23 de octubre de 2002
- Suiza: Miércoles, 23 de octubre de 2002
- Alemania: Jueves, 24 de octubre de 2002
- Austria: Viernes, 25 de octubre de 2002
- Turquía: Viernes, 25 de octubre de 2002
- Corea del Sur: Viernes, 15 de noviembre de 2002
- Bolivia: Jueves, 28 de noviembre de 2002
- Italia: Viernes, 29 de noviembre de 2002
- Chile: Miércoles, 25 de diciembre de 2002